# Câmpuri
Câmpuri es una comuna ubicada en el distrito de Vrancea, Rumania.

## Superficie
Posee una superficie de 88,27 kilómetros cuadrados.

## Demografía
Hasta 2021 la población era de 3443 habitantes, con una densidad de población de 39,01 habitantes por kilómetro cuadrado.